# Ноксвілл (Айова)
Ноксвілл (англ. Knoxville) — місто (англ. city) в США, в окрузі Меріон штату Айова. Населення — 7595 осіб (2020).

## Географія
Ноксвілл розташований за координатами 41°19′8″ пн. ш. 93°6′9″ зх. д. / 41.31889° пн. ш. 93.10250° зх. д. (41.318814, -93.102364).  За даними Бюро перепису населення США в 2010 році місто мало площу 11,98 км², уся площа — суходіл.

## Демографія
Згідно з переписом 2010 року, у місті мешкало 7313 осіб у 3169 домогосподарствах у складі 1925 родин. Густота населення становила 610 осіб/км².  Було 3527 помешкань (294/км²).
Расовий склад населення:
| - 96,9 % — білих - 1,1 % — чорних або афроамериканців - 0,5 % — азіатів - 0,3 % — корінних американців |

До двох чи більше рас належало 1,0 %. Частка іспаномовних становила 1,9 % від усіх жителів.
За віковим діапазоном населення розподілялося таким чином: 24,7 % — особи молодші 18 років, 56,2 % — особи у віці 18—64 років, 19,1 % — особи у віці 65 років та старші. Медіана віку мешканця становила 41,0 року. На 100 осіб жіночої статі у місті припадало 93,3 чоловіків;  на 100 жінок у віці від 18 років та старших — 90,6 чоловіків також старших 18 років.
Середній дохід на одне домашнє господарство  становив 52 649 доларів США (медіана — 41 225), а середній дохід на одну сім'ю — 63 048 доларів (медіана — 57 959). Медіана доходів становила 45 463 долари для чоловіків та 34 722 долари для жінок. За межею бідності перебувало 16,9 % осіб, у тому числі 23,3 % дітей у віці до 18 років та 8,2 % осіб у віці 65 років та старших.
Цивільне працевлаштоване населення становило 3356 осіб. Основні галузі зайнятості: виробництво — 26,8 %, освіта, охорона здоров'я та соціальна допомога — 22,1 %, мистецтво, розваги та відпочинок — 13,8 %, роздрібна торгівля — 11,8 %.